# Откровени изповеди
„Откровени изповеди“ (на английски: True Confessions) е американски филм драма ноар от 1981 година с режисьор Улу Гросбард с участието на Робърт Де Ниро и Робърт Дювал.

## Сюжет
Братята, Дезмънд - амбициозен монсиньор в католическата епархия на Лос Анджелис, и Том – добър детектив в местното полицейско управление, обитаващи Града на ангелите в края на 1940-те. Двамата са изключително различни, но братската им връзка е много силна. Поредното предизвикателство пред тях е разследването на бруталното убийство на млада актриса. Много хора са свързани с младата красавица и броят на заподозрените е безкраен.

## В ролите
| Актьор          | Роля                     |
| --------------- | ------------------------ |
| Робърт Де Ниро  | Монсиньор Дезмън Спеласи |
| Робърт Дювал    | Детектив Том Спеласи     |
| Чарлз Дърнинг   | Джак Амстердам           |
| Сирил Кюсак     | Кардиналът               |
| Бърджис Мередит | Монсеньор Фарго          |
| Кенет Макмилан  | Детектив Франк Кроти     |
| Ед Фландърс     | Дан Чемпиън              |
| Дан Хедая       | Хауърд Теркъл            |
| Роуз Грегорио   | Бренда                   |
| Джейнет Нолан   | г-жа Спеласи             |
| Шели Бат        | Момичето                 |